# ロバート・ボールドウィン
ロバート・ボールドウィン（Robert Baldwin、1965年9月27日 - 2024年12月26日）は、広島県広島市中区江波（えば）出身の カナダ日系人タレント、俳優、声優、翻訳家、料理研究家、動物研究家、サンタクロース研究家、玩具・フィギュアコレクター、アニメ・特撮愛好家、動物愛好家。身長178cm。

## 略歴
1986年ごろ、カナダのバンフにある日系のツアー会社のガイドとして働いていた際、豊富な知識と流暢な日本語で日本人ツアー客を驚かせていた。その後タレントとして活動し、『奇跡体験!アンビリバボー』や『特命リサーチ200X』の再現ドラマなどへの出演で知られるようになった。
『さんまのSUPERからくりTV』の「外国人日本王」というコーナーに出演、流暢な日本語で日本に関する博識を披露し、司会の明石家さんまらを驚嘆させ、日本通の外国人として全国的に有名になった。
2005年には特撮ヒーロー番組『超星艦隊セイザーX』でゴルド役で出演。自ら強化スーツを着用してアクションを披露し、非常に愛着があるとのこと。シリーズ自体が同作で終了となったため実現はしなかったが、2005年の『特撮ニュータイプ』でのインタビューで「第4作以降の超星神シリーズに出演し続ける」と意欲を見せていた。2013年には『獣電戦隊キョウリュウジャー』のラミレス/ キョウリュウシアン役で7年ぶりに特撮作品に準レギュラー出演しており、念願の変身ヒーローを演じた。
2022年頃から大腸癌の闘病を続けていたが、2024年12月26日に死去。訃報は娘の有賀零（女優）のSNSにて公表された。59歳没。晩年は事務所などに所属しない、いわゆるフリーランスの立場で活動を続けていた。

## 人物
翻訳、通訳、演技指導、言語指導、コピーライターなどの仕事も行っており、『熱血特撮父ちゃん』と呼ばれることもあった。親は1960年に日本郵船の貨客船、氷川丸で来日。2018年6月11日から三女のボールドウィン零（2022年に有賀零に改名）がテレビ東京の『青春高校3年C組』に出演した。
『さんまのSUPERからくりTV』で王座を長期間防衛したが、2008年2月3日の放送で、対戦者のロシア出身女性、エレナ・ビノグラドワが出題したマイナーな競走馬の名前を当てる三択問題で不正解を選んでしまいシード選手の座から転落、悔し涙を流した。本人によると「競馬のことは知らん」とのこと。2008年2月24日放送の追跡編では、日本在住の実姉とともに出演し、「一から出直す」としてトレードマークだった髭を剃った姿が映し出された。そして、2008年4月27日放送の「外国人日本王 決定戦」においてチャンピオンの座に返り咲いた。この際には髭を生やしていた。

## 出演

### テレビドラマ
- HOTEL
- OLヴィジュアル系
- こちら本池上署
- 私立探偵 濱マイク（2002年）
- 相棒 Season 1・第12（最終）話（2002年12月25日、テレビ朝日）（写真出演）
- GOOD LUCK!!（2003年）
- 麻婆豆腐の女房（2003年）
- エースをねらえ!（2004年）
- 超星艦隊セイザーX（2005年 - 2006年、テレビ東京）ゴルド役 ※レギュラー
- 花より男子（2005年）
- プリマダム（2006年）
- Happy!2（2006年）
- 花より男子2（2007年）
- 獣電戦隊キョウリュウジャー（2013年3月17日・24日ほか、テレビ朝日）ラミレス/ キョウリュウシアン役 ※準レギュラー
- 実験刑事トトリ2（2013年11月9日）てんねん屋店長役
- 天皇の料理番（2015年6月7日 TBS）
- ホテルコンシェルジュ（2015年8月18日、TBS）
- 合理的にあり得ない 〜探偵・上水流涼子の解明〜 第6話（2023年5月22日、関西テレビ・フジテレビ）（番組エンドロールの名前に誤り有）

### 映画
- ゴジラシリーズ
  - ゴジラ×メカゴジラ（2002年12月14日）
  - ゴジラ×モスラ×メカゴジラ 東京SOS（2003年12月13日）海外プレス 役[1] ※ノンクレジット
  - ゴジラ FINAL WARS（2004年12月4日）
- マッスルヒート（2002年10月26日）
- スパイ・ゾルゲ（2003年6月14日）
- 恋愛寫眞（2003年6月14日）
- 爆竜戦隊アバレンジャー DELUXE アバレサマーはキンキン中!（2003年8月16日）タンカーの船長 役
- 劇場版 超星艦隊セイザーX 戦え!星の戦士たち（2005年12月17日）ゴルド役[1]
- 寝ずの番（2006年4月8日）
- テルマエ・ロマエII（2014年4月26日）
- 珍遊記（2016年2月27日）エライアス役

### テレビアニメ
- 太陽の黙示録（2006年）米国大統領役
- ドアマイガーD（2015年）ロバート役
- 暗殺教室 第2期（2016年）ケヴィン、宇宙飛行士A 役

### OVA
- 最終兵器彼女 Another love song（2005年）連合軍兵士 役
- スマートモテリーマン講座（2009年）校長  役
- Why? ブラザーズ（2010年）Jack Wolf 役

### その他のテレビ番組
- 奇跡体験!アンビリバボー
- 特命リサーチ200X
- 世界痛快伝説!!運命のダダダダーン!
- 所さん&おすぎの偉大なるトホホ人物伝
- ザ・ジャッジ! 〜得する法律ファイル
- ザ!世界仰天ニュース
- USO!?ジャパン
- 中居正広の金曜日のスマたちへ
- Dのゲキジョー
- その時歴史が動いた
- プロジェクトX〜挑戦者たち〜
- ぐるぐるナインティナイン
- たけし・所のWA風がきた!
- 発掘!あるある大事典
- 英語でしゃべらナイト
- コーリュー
- 君に愛をうたおう
- ここがヘンだよ日本人
- ほんパラ!関口堂書店
- 裏ジャニ
- 笑っていいとも!（娘自慢大会）
- SmaSTATION-3
- SMAP×SMAP
- 虎の門
- えいごREAL
- 第57回NHK紅白歌合戦
- くりぃむナントカ（エアー催眠師役）
- さんまのスーパーからくりTV
- TOKYOモーニングサプリ（TOKYO MX、金曜日レギュラー）
- さまぁ〜ずと優香の怪しい××貸しちゃうのかよ!!（怪しい催眠術師役）
- 全国一斉!日本人テスト（フジテレビ）
- 太田光の私が総理大臣になったら…秘書田中。（2008年、日本テレビ）
- クイズプレゼンバラエティー Qさま!!（2009年3月2日・2017年11月6日・2018年2月5日、テレビ朝日）
- ネプリーグ (2017年9月4日・12月4日、2018年1月8日・3月19日・5月7日、2019年1月28日・7月22日、フジテレビ）
- 内村のツボる動画（2022年11月1日、テレビ東京）

### ゲーム
- Sheng Mu II（英語版）マイナーキャラクター9人分の声
- 428 〜封鎖された渋谷で〜（2008年）外国人役

### オリジナルビデオ
- スーパー戦隊シリーズ
  - 獣竜戦隊キョウリュウジャー でたァ〜ッ! まなつのアームド・オンまつり!!（2013年）キョウリュウシアンの声
  - 王様戦隊キングオージャーVSキョウリュウジャー（2024年）キョウリュウシアンの声[9]

### CM
- バンダイビジュアル（CM終わりの「BANDAI VISUAL」の声）
- 富士通テンECLIPSE（CM終わりの「ECLIPSE」の声）
- 伊藤ハム
- ロッテ「ロッテ・キシリトール」
- ファミリーマート
- サントリー「BOSS」「DAKARA」
- au
- WOWOW
- Oricoカード
- ハローマック
- 東京ディズニーシー
- アディダス
- フォードFocus（声のみ）
- サッポロ黒ラベル（ラジオ）
- ウイダー・イン・ゼリー アームレスリング編 (レフリー役)
- 森永ウイダー・プロテインバー（関東限定）
- セキスイハイム（東海限定）
- モバゲータウン
- Sonyカーナビnav-u
- Yogibo (泥棒役）
- エースコンタクト ウェブCM (ヘルメース神役)
- 人生ゲームワクワクする人生を何度でも（ナレーション）
- PlayStation 5 歓喜！ 感激！ PS5！

### ラジオ
- TOKYO FM『トランスミッションバリケード』

### ショートフィルム
- ファイブミニ（インターネット）
- NEC UNIVERGE（フーリガン役）
- ニトリ My “Vintage" Room 【俺のこだわり全部盛り！？】

### プロモーションビデオ
- HEADS『パーフェクトランド』
- Bon-Bon Blanco『愛のナースカーニバル』
- KOKIA『The Power of Smile』
- ポルノグラフィティ『メリッサ』
- DOMINO88『SHOT BY SHOT』
- EXILE『ふたつの唇』
- SMAP『BATTERY』
- BRADIO『Boom! Boom! ヘブン』
- Mega Shinnosuke 『憂鬱なラブソング』
- 森山直太朗『すぐそこにNEW DAYS』
- 米津玄師『POP SONG』
- BabyKingdom『FAKE in PHANTOM』
- 上坂すみれ『ハッピーエンドプリンセス』
- SKY-HI x Nissy (日高光啓 & 西島隆弘)『SUPER IDOL』
- Number i『GOAT』

### 玩具
- 獣電戦隊キョウリュウジャー ガブリボルバー -MEMORIAL EDITION-（2024年6月27日）